# Пожарный извещатель пламени

Двухдиапазонные (УФ и ИК) извещатели пламени

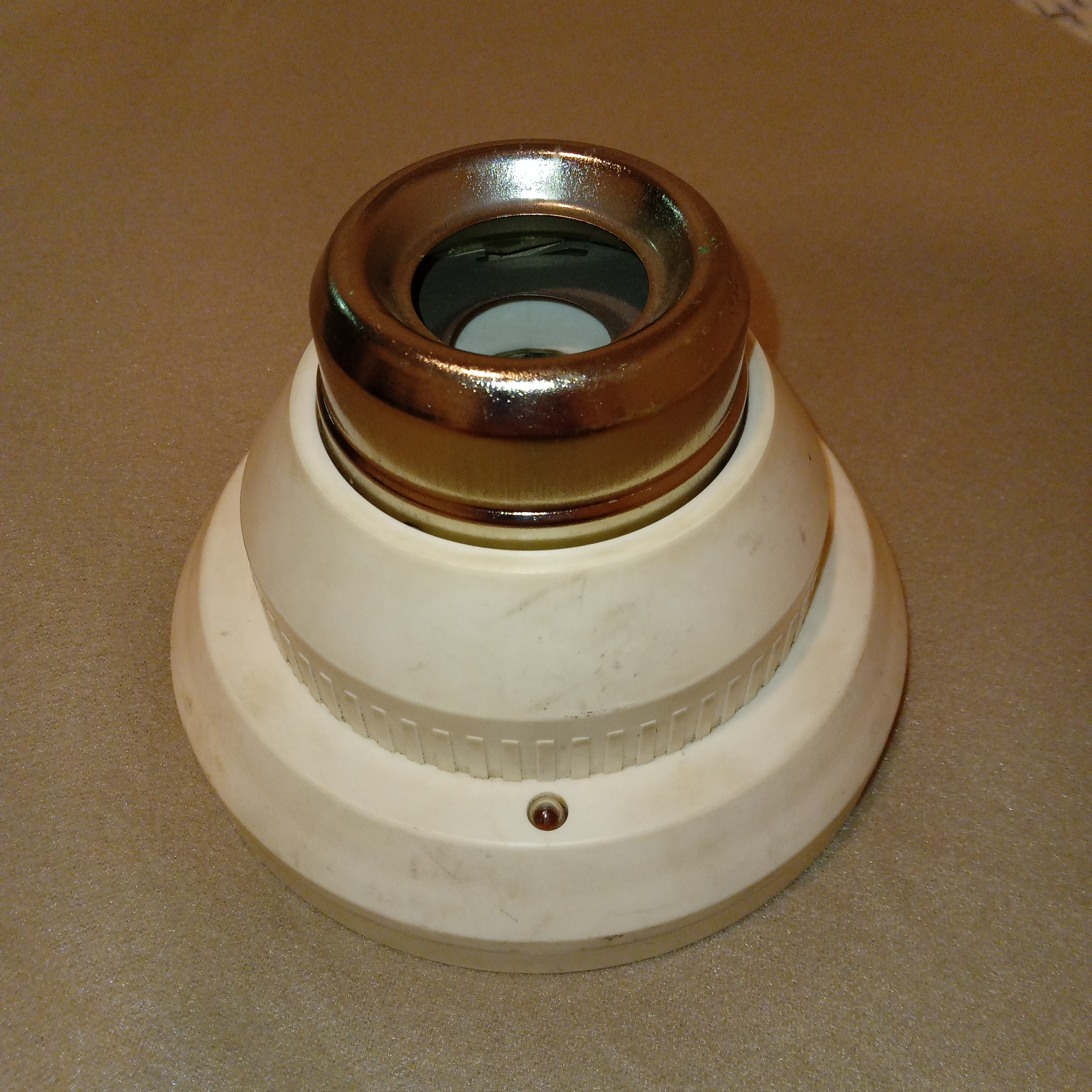
Извещатель пламени ИП 329-2. СССР, 1990 год

Пожарный извещатель пламени — фоточувствительный прибор, автоматически реагирующий на электромагнитное излучение пламени. Очаги горения различных веществ имеют разные спектральные характеристики. Отличие спектров породило разновидности типов извещателей.

## Применение
Извещатели пламени обладают высокой чувствительностью и малой инерционностью. Они могут применяться для обнаружения быстроразвивающихся пожаров. Зона действия извещателя пламени определяется углом обзора, что позволяет их использовать в локальных установках.:25
Извещатели пламени обеспечивают возможность защиты зон со значительным теплообменом и открытых площадок, где невозможно применение тепловых и дымовых извещателей.
Извещатели пламени применяются для организации контроля наличия перегретых поверхностей агрегатов при авариях, например, для обнаружения пожара в салоне автомобиля, под обшивкой агрегата, контроля наличия твёрдых фрагментов перегретого топлива на транспортёре.
Эффективны в случае, если первоначальным источником пожара является поджог, совершенный забросом в помещение ёмкости с горящей ЛВЖ.

## Чувствительные элементы
Чувствительные элементы извещателей относятся к бесконтактным преобразователям температуры. Принцип действия основан на восприятии энергии теплового излучения. Тепловое излучение охватывает области ультрафиолетового, видимого и инфракрасного участков спектра.:22 Оптический метод обнаружения повышения температуры может быть применен только в том случае, если излучение в данной области спектра является термическим.:7
Для обнаружения повышения температуры можно использовать полную энергию излучения с использованием закона Стефана-Больцмана или излучение на определенном участке спектра на основании закона Планка.:23 Для выдачи чувствительным элементом сигнала о возникновении пожара значительную роль играет фон теплового излучения.:33 Если в защищаемом помещении имеется постоянное фоновое излучение, то для применения извещателей в таких условиях возможно снижать чувствительность или выделять переменную составляющую пламени.:72 Чувствительный элемент не может зарегистрировать излучение, соответствующее его температуре.:33
Чувствительные элементы можно разделить на типы:
- тепловые (термостолбики, болометры);
- фотоэлектрические (фоторезисторы, фотодиоды, фотомагнитные приемники);
- использующие ионизационную способность излучений (счетчики фотонов, ионизационные камеры).[7]:34

### Спектральная чувствительность

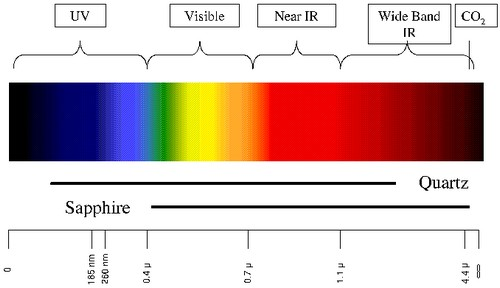
Спектр излучения

Селективными называются чувствительные элементы, чувствительность которых различна по отношению к различным частотам излучения. Неселективные датчики такими свойствами не обладают.:33 Селективность может быть также основана на пульсации пламени, имеющую частоту 10…25 Гц.:34
Такие приёмники лучистой энергии, как термоэлементы, болометры, оптико-акустические приёмники, не обладают избирательной чувствительностью в различных участках спектра. Для измерения излучения в узком диапазоне применяются светофильтры.

#### Видимый
Обнаружение пламени по видимому участку спектра в большинстве случаев затруднительно из-за высокого уровня фона, которое создается источниками освещения.:23

#### Ультрафиолетовый (УФ)

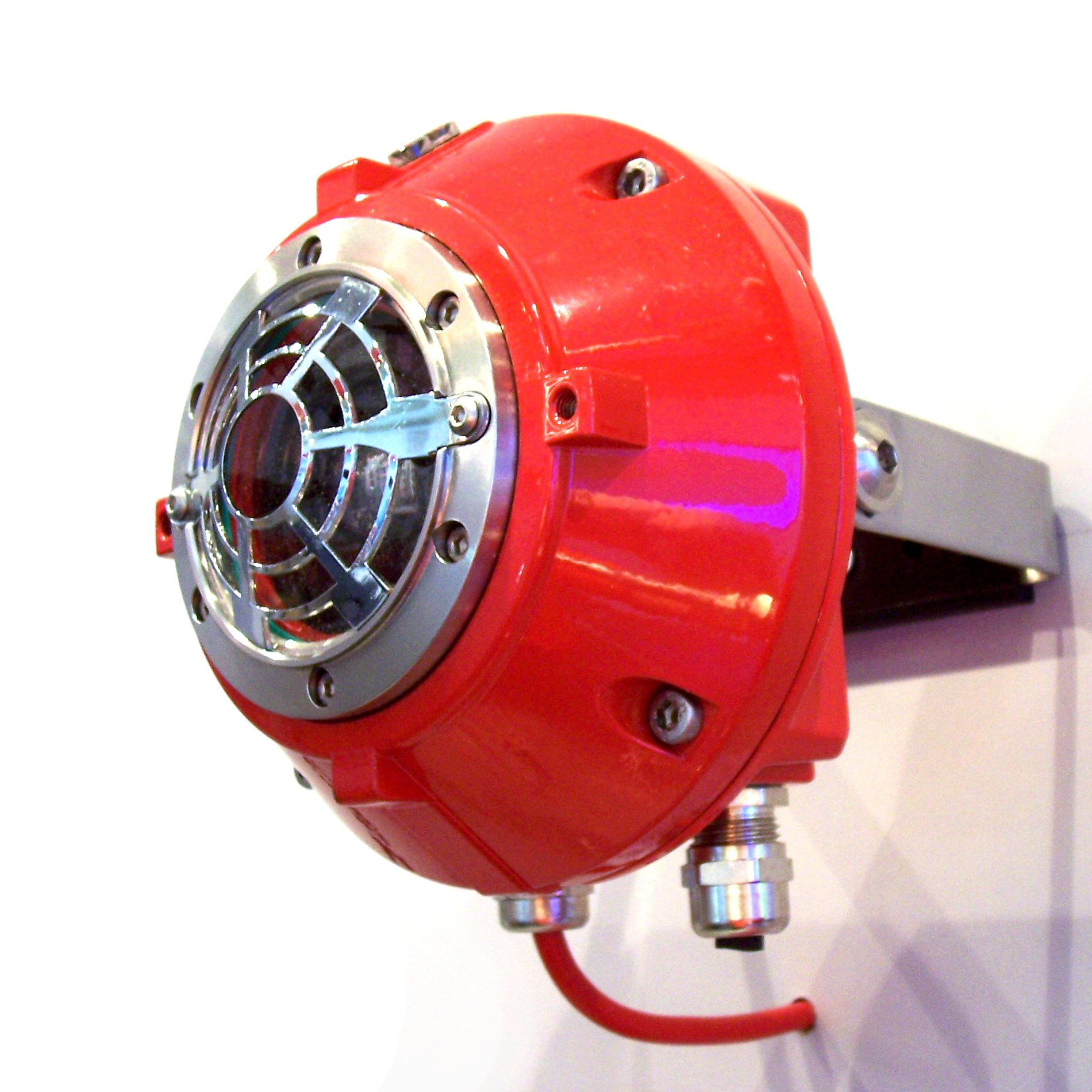
Извещатель пламени для ультрафиолетового излучения

Земная атмосфера поглощает ультрафиолетовое излучение, в результате до земной поверхности не доходят лучи с длиной волны меньше 286 нм. Поэтому в чувствительных элементах используют диапазон от 185 до 280 нм — область жёсткого ультрафиолета. В результате извещатели с такими чувствительными элементами не реагируют на оптические помехи от солнечного излучения. Чувствительные ультрафиолетовые элементы не способны регистрировать низкотемпературные очаги.:24 Ложное срабатывание извещателей с ультрафиолетовыми чувствительными элементами могут вызывать рентгеновские лучи, гамма-излучение, электродуговая сварка, разряд молнии и высоковольтная дуга.
В качестве чувствительных элементов применяются счетчики фотонов или газонаполненные индикаторы. Элементы работают в импульсном режиме и электронные схемы учитывают количество импульсов, поступивших от элемента за единицу времени. При регистрировании элементом фонового излучения генерируется небольшое количество импульсов. При возникновении пожара количество импульсов резко растет. Схема обработки может быть накопительная — импульсы аккумулируются в конденсаторе до определенной величины или цифровая — производится подсчет импульсов за определенное время.:71
При уменьшении длины волны излучение в большей степени проявляет корпускулярные свойства: передача порций энергии происходит фотонами. Энергия отдельных фотонов при уменьшении длины волны растет. В качестве чувствительных элементов в области ультрафиолета можно использовать счетчики фотонов.:185 При отсутствии излучения счетчик имеет большое сопротивление. Излучение вызывает импульсы тока, по частоте которых можно определить интенсивность излучения. Применяемые в СССР в 1970х годах для извещателей счётчики фотонов имели напряжение питания 900…1200 В и небольшой срок службы.:186 В настоящее время в ряде извещателей российского производства используется счетчик фотонов СИ-45Ф.:24
В зависимости от типа материала детектора, чувствительность извещателя будет разной для различных участков ультрафиолетового диапазона. Детекторы, использующие соединения никеля, будут обнаруживать пламя в ультрафиолетовом диапазоне, если при горении выделяются пары воды.
Пожарные извещатели пламени с детекторами на основе молибдена имеют спектральный диапазон чувствительности 1850…2650 ангстрем. Данные извещатели подходят для обнаружения горения серы.

#### Инфракрасный (ИК)
Реагируют на инфракрасную часть спектра пламени. Реагирует на горение веществ, содержащих углерод. Способен работать в запылённых помещениях, так как излучение в инфракрасной части спектра слабо поглощается пылью.
В извещателях пламени инфракрасного диапазона в качестве приёмников излучения наибольшее применение получили фоторезисторы и фотодиоды. Анализ спектральных характеристик излучения пламени различных горючих материалов и помех показал, что для обеспечения устойчивости извещателей к световым воздействиям максимум спектральной чувствительности ИК фотопреобразователей должен находиться в области 2,7 и 4,3 мкм. Большинство же серийно выпускаемых ИК приёмников излучения общего применения имеют спектральные характеристики в более коротком диапазоне ИК излучения, где в значительной степени проявляется влияние солнечного излучения и ламп накаливания.
Извещатели, область чувствительности которых выбрана в ближней инфракрасной области спектра (например, с фотопреобразователями из Si, Ge), обладают более низкой помехоустойчивостью к воздействию солнечного излучения, чем извещатели с фотопреобразователями, спектр чувствительности которых смещён в более длинноволновую область спектра, например, PbS и PbSe.
Для повышения помехозащищенности многодиапазонные извещатели используют несколько полос в спектре.
Для обнаружения пламени по эффекту пульсации необходимо фиксировать низкочастотные колебания пламени в диапазоне от 2 до 20 Гц. При этом частотный метод абсолютно непригоден для обнаружения тлеющих очагов пожара. Низкочастотные колебания интенсивности излучения пламени возникают в развившихся очагах пожара.

#### Многоспектральные
Для уменьшения количества ложных срабатываний в извещателях возможно использовать одновременно чувствительные элементы для ультрафиолетового и инфракрасного диапазона или один матричный многодиапазонный. ИК и УФ каналы извещателя работают по логической схеме «И». Тревожный сигнал формируется извещателем только в том случае, когда оба канала подтверждают наличие очага пожара. Благодаря такой схеме достигается очень высокая помехоустойчивость извещателя.

## Оптические элементы
Для улавливания излучения и фокусировки его на чувствительный элемент фотоприемника используются оптические элементы. С их помощью удается во много раз увеличить облученность оптического элемента. Для исключения попадания прямых солнечных лучей и других засветок используют специальные конструкции объективов.:181
Оптические элементы для инфракрасной области спектра аналогично оптике видимой области. Основное отличие в материалах, которые должны иметь хорошую пропускающую или отражающую способность в соответствующих участках спектра.:181
Для ослабления энергии Солнца применяют оптические фильтры. Для выделения нужной полосы частот применяют полосовые оптические фильтры.:181

## Спектры источников излучения

#### Солнечное излучение

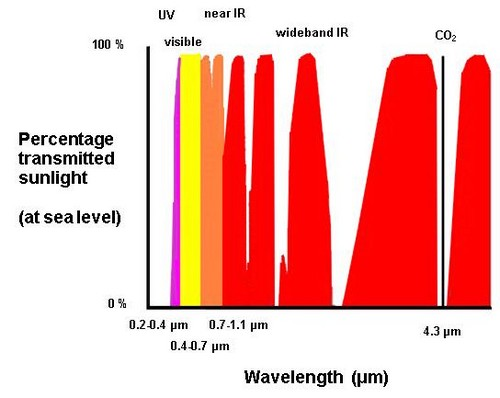
Солнечное излучение

Солнце излучает в большом объёме. Значительная часть излучения задерживается атмосферой. На рисунке хорошо видна «холодная» зона в области поглощения СО2. Использование для обнаружения пламени таких зон позволяет создавать извещатели, у которых будут отсутствовать ложные срабатывания от солнечного света.

#### ИК излучение
Селективные полосы излучения продуктов горения имеют в инфракрасном диапазоне следующие поддиапазоны: Н2О 2,5…2,9 мкм и СО2 4,0…4,4 мкм.